# Piedbœuf (Unternehmerfamilie)

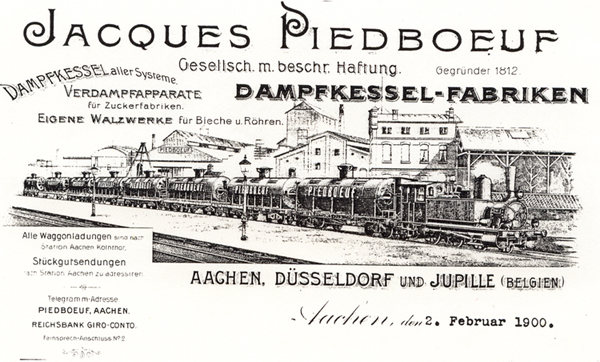
Werbung aus dem Jahr 1900

Piedbœuf (Ersatzschreibweise Piedboeuf) ist der Name einer belgischen Unternehmerfamilie, welche ursprünglich im Ort Jupille-sur-Meuse bei Lüttich ansässig und tätig war, darüber hinaus aber auch weitere bedeutende Unternehmen in Aachen und Düsseldorf gründete. Mit ihren verschiedenen Firmen war die Familie über viele Jahrzehnte und Generationen hinweg vor allem in der Dampfkessel-Produktion führend, hat sich aber auch einen Namen als Brauerei-Gründer und -Betreiber sowie als Kfz-Konstrukteur gemacht.

## Piedbœuf in Lüttich
Der erste Angehörige der Familie, der die unternehmerischen Chancen während der noch frühen Phase der Industriellen Revolution erkannte, war Jacques Pascal Piedbœuf. Selbst als Zechenschmied auf den belgischen Werken der Familie William Cockerill, Senior ausgebildet, übernahm er die väterliche Dorfschmiede und baute sie 1812 zur Produktion von sperrigen und mit Nietbolzen geschmiedeten Dampfkesseln aus, was zu jener Zeit außerhalb Englands noch technisches Neuland war. Steigende Auftragszahlen vor allem durch Bestellungen aus Russland und eine mittlerweile führende Marktposition sowie günstigere Zollbestimmungen bewegten Piedbœuf schließlich im Jahre 1833 zum Bau weiterer Dampfkesselschmieden. Diesmal errichtete er sie im ca. 50 km entfernten Aachen sowie im Aachener Vorort Weiden und stellte die als „Jacques Piedboeuf GmbH“ firmierende Dampfkesselschmieden unter die geschäftsführende Leitung seines ältesten Sohnes Jacques.

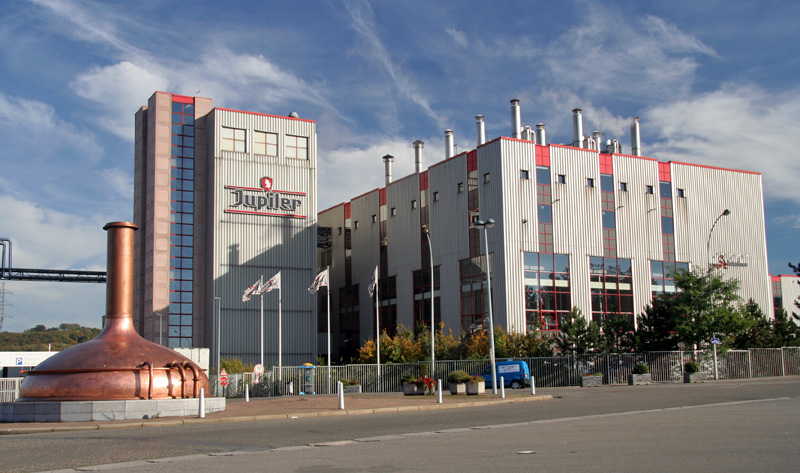
Brasserie Piedboeuf, Jupille-sur-Meuse

Nach dem Tod des Seniorchefs im Jahr 1839 übernahm dessen zweiter Sohn Jean Théodore die väterliche Firma in Jupille und brachte diese später als Hauptaktionär in die 1866 gegründete Firma „S. A. des Laminoires de Jupille“ ein. Da bereits die väterliche Firma unter anderem auch Dampfkessel und sonstige Geräte zur Bierherstellung produzierte, entschloss er sich darüber hinaus, die gesamte Bierproduktion selbst in die Hand zu nehmen, und gründete dazu im Jahr 1853 die „Brasserie Piedbœuf“ mit Sitz in Jupille-sur-Meuse, einer Teilgemeinde Lüttichs. Da sein Sohn Théodore Piedbœuf eine wissenschaftliche und politische Laufbahn einschlug, wurde die Brauerei nach Jean Théodores Tod zunächst von seinem Neffen Théodore geleitet. Sie konnte sich jedoch nicht lange auf dem Markt halten, da es an geeigneten und funktionsfähigen Kälteanlagen mangelte. Durch seine Heirat mit Marie Lhoest-Collinet (1863–1923), die eine von ihrem Vater Henri im Jahr 1873 gegründete und nach seinem Tod geerbte Brauerei in die Ehe brachte, war Théodore Piedbœuf in der Lage, beide Unternehmen zu fusionieren und als Brasserie Piedbœuf fortzuführen. Im Jahr 1913 übernahm dessen Sohn Henri das Unternehmen, das er bereits im Jahr 1920 Albert van Damme, dem Ehemann seiner Schwester Eugénie (* 1901), übertrug, und deren Hauptprodukt ab 1966 das Bier mit dem Markennamen „Jupiler“ wurde. Im Jahr 1987 fusionierte die Brasserie Piedbœuf mit der Brauerei Stella Artois aus Löwen und wurde schließlich Teil des internationalen Brauerei-Konzerns InBev, der seinerseits durch die Übernahme von Anheuser-Busch ab 2008 zu Anheuser-Busch InBev wurde. Die Familie Piedbœuf zählt heute noch zu den größeren Einzelaktionären dieser Brauereigruppe.

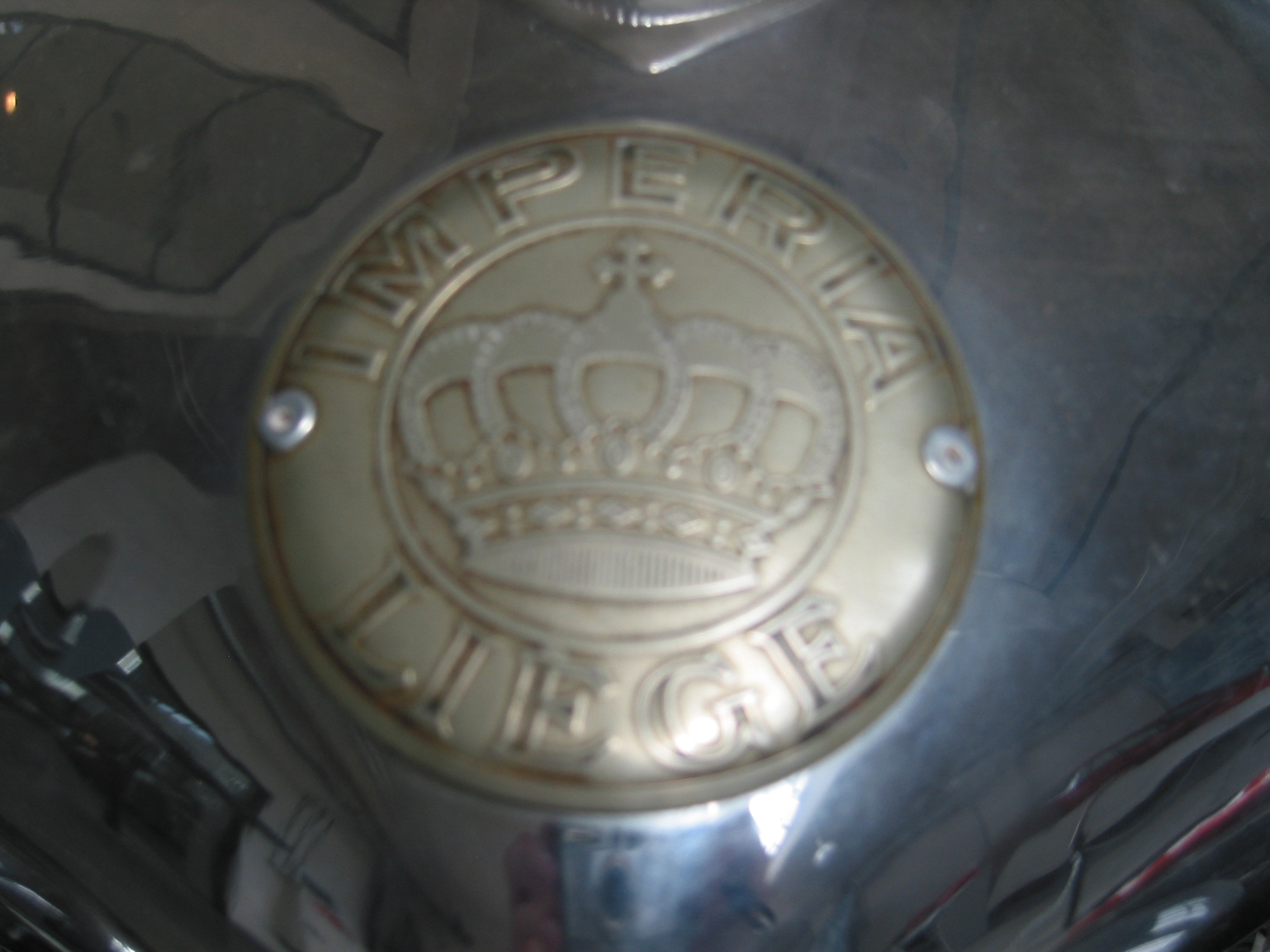
Emblem der Automarke Imperia-Lüttich

Adrien Piedbœuf, Urenkel des Seniorchefs und abstammend aus dem Düsseldorfer Zweig, zog es nach seinem Studium an der Cornell University in Ithaca (New York) und nach Beendigung eines Praktikums im Aachener Familienbetrieb Anfang des 20. Jahrhunderts wieder zurück nach Belgien, wo er in Lüttich die Konstruktionswerkstatt Imperia zunächst für Motorräder und ab 1904 auch für Automobile gründete. Hier produzierte er zusammen mit Paul Henze vor allem die gleichnamige Automarke. Im Jahre 1907 verlegte er sein Werk in eine ehemalige Waffenfabrik in Nessonvaux. Trotz mehrfacher Besitzerwechsel und kriegsbedingter Unterbrechungen produzierte Imperia bis zur Schließung im Jahr 1958 dort Automobile.

## Piedbœuf in Aachen
Nachdem der älteste Sohn des Seniorchefs, Jacqeus Piedbœuf, als Geschäftsführer die Aachener Dampfkesselschmieden „Jacques Piedboeuf GmbH“ seines Vaters übernommen hatte, baute er diese zu einer monopolartigen Stellung in ganz Deutschland besonders für weiterentwickelte Flammrohr- und Wasserröhrenkessel aus. Zusätzlich gründete er im Jahr 1845 zusammen mit dem Unternehmer Hugo Jakob Talbot, der bereits zuvor 1838 die Waggonfabrik Talbot gegründet hatte, sowie mit den Maschinenbauern Johann Leonhard Neuman und Theodor Esser zum Zwecke der Produkterweiterung die OHG „Piedboeuf & Co, Aachener Walz- und Hammerwerk“ im heutigen Stadtteil Rothe Erde, der damaligen Bürgermeisterei Forst.

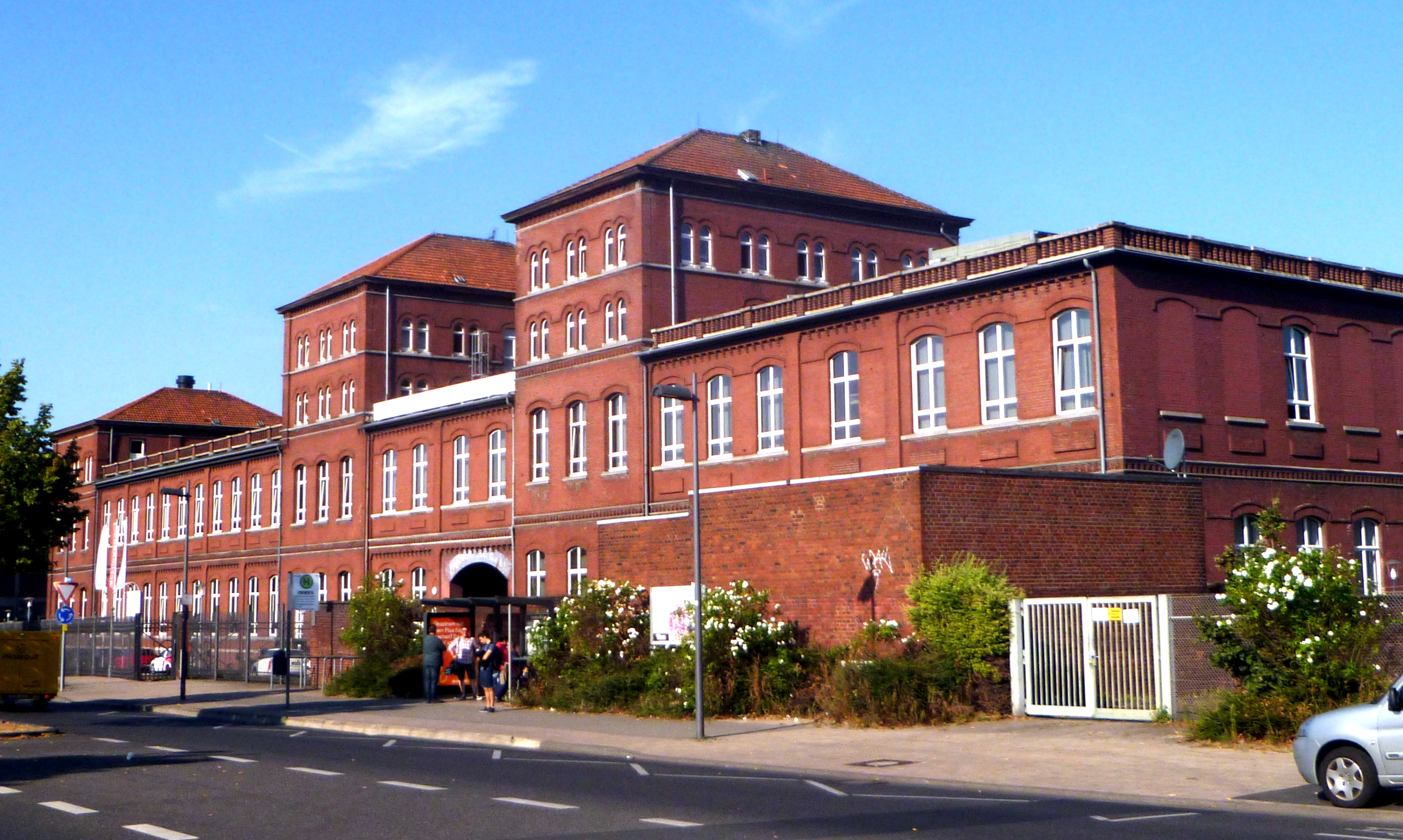
Direktionsgebäude Stahlwerk Piedboeuf – Rothe Erde; später Englebert, heute Sitz der Actimonda BKK

Die aufkommende Wirtschaftskrise Ende der 1840er-Jahre und der damit einhergehende Preisverfall für Stab- und Walzeisen sowie Eisenbahnschienen, aber auch die fehlende Vernetzung mit anderen Sparten zwang die OHG „Piedboeuf & Co.“ Anfang 1850, ihre Produktion einzustellen und die Liquidation zu beantragen. Auch die Übernahme der OHG durch den Hüttenfachmann Carl Ruetz im Jahre 1851 und deren Umwandlung in die Kommanditgesellschaft „Carl Ruetz & Co“ konnten die Marktanteile zunächst noch nicht verbessern. Seitens der Familie Piedbœuf gehörten diesem Unternehmen als weitere Gesellschafter noch der ehemalige Firmengründer Jacques Piedbœuf an, der allerdings ein Jahr später unerwartet verstarb, seine Brüder Jean Pascal und Jean Théodore sowie unter anderem die Firmen Eberhard Hoesch & Söhne und Leopold Schoeller & Söhne. Vor allem durch den Bau eines Anschlusses an die Eisenbahnlinie Aachen–Köln erfolgte ab 1853 für das Aachener Werk „Carl Ruetz & Co“ wieder ein allmählicher betrieblicher Aufschwung, doch nach Differenzen unter den Gesellschaftern wurde auch dieses Unternehmen 1861 wieder aufgelöst und in die neue Kommanditgesellschaft „Talbot & Co, Aachener Walz- und Hammerwerk Rothe Erde“ überführt, wobei der Familie Piedbœuf weiterhin noch Aktienanteile zugesichert wurden.
Die ursprünglichen Kesselbetriebe „Jacques Piedboeuf GmbH“ in Aachen und Weiden wurden dagegen 1863 durch Jean Pascal Piedbœuf nach Düsseldorf verlagert und firmierten dort unter gleichem Namen weiter.
Mit der Familie Talbot blieb die Familie Piedbœuf über mehrere Generationen hinweg in Aachen familiär weiterhin eng verbunden. Nachdem zunächst Clémence Marguerite Piedbœuf, eine von Jean Pascals Töchtern, den Sohn von Jacob Hugo Talbot, Kommerzienrat Carl Gustav Talbot geheiratet hatte, heiratete später dann deren Sohn, der Kommerzienrat Georg Talbot, die Eugènie Philippine Antoinette Piedbœuf, eine Enkelin von Jean Pascal und Tochter seines Sohnes Eugène.

## Piedbœuf in Düsseldorf

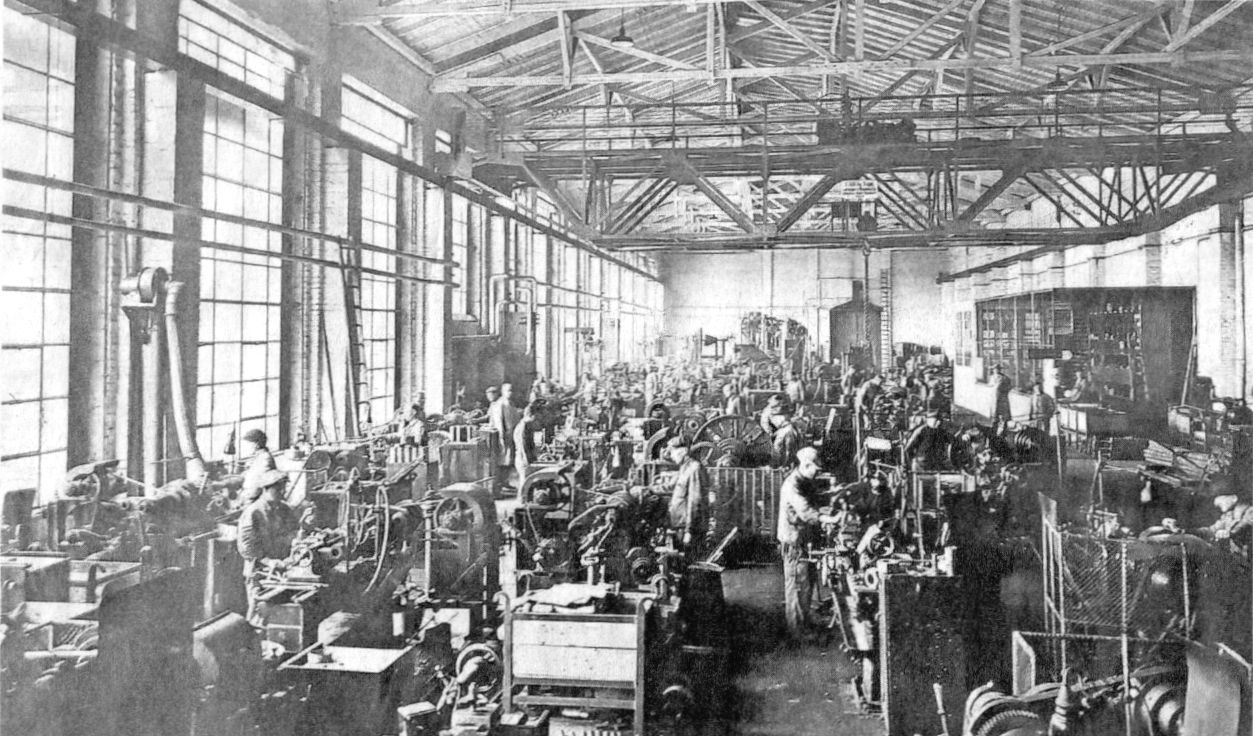
Kesselwerke Piedboeuf, Düsseldorf

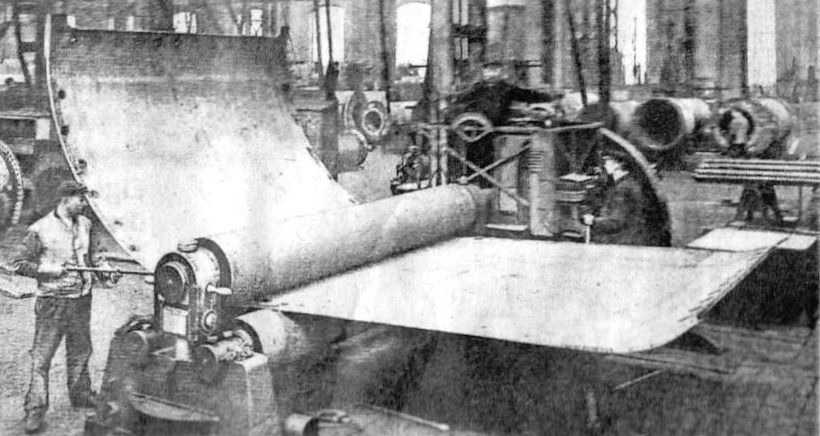
Piedboeuf Walzwerk, Düsseldorf

Jean Pascal Piedbœuf, der zuvor erwähnte jüngste Sohn des Seniorchefs, wurde schon früh in die Leitung der Aachener Werke integriert, insbesondere nach dem Tod seines Bruders Jacques im Jahr 1851. Durch die Wirtschaftskrise 1849 und die ungünstige Anbindung Aachens an die rheinischen Wirtschaftszentren gewarnt, wagte er als einer der ersten Aachener Unternehmer wallonischen Ursprungs den Sprung nach Düsseldorf. Hier baute er im Oberbilker Gleisdreieck, dem expandierenden Herzstück der Düsseldorfer Schwerindustrie, mit belgischen Teilhabern und Facharbeitern eine veritable Unternehmensgruppe auf, bestehend aus einer 1857 errichteten Kesselfabrik, dem im Folgejahr 1858 gegründeten Eisenblech-Walzwerk Piedboeuf, Dawans & Co. sowie dem Röhrenwerk J. P. Piedboeuf & Co. in Düsseldorf-Eller. Jean Pascal Piedbœuf übernahm mit diesem Schritt für viele weitere wallonische Unternehmer, die sich später im Umfeld ansiedelten, eine Vorbildfunktion. Später, im Jahr 1863, kamen dann noch die aus Aachen ausgelagerten Kesselbetriebe nach. Deren Leitung übernahm zunächst sein Sohn Jean Louis, der diesen Betrieb nebst seinem eigenen auf den neuesten Stand der Technik brachte, sowie in der Folgezeit seine beiden anderen Söhne, Gustave und Eugène, und später noch sein Enkel Louis Piedbœuf.
Jean Pascals dritter Sohn Jean Louis folgte somit ebenfalls der Familientradition, studierte Berg- und Hüttenwesen an der Universität Lüttich und sammelte praktische Erfahrungen in den Familienbetrieben in Lüttich und Aachen. Schon bald darauf übernahm er zunächst schrittweise die väterlichen Betriebe in Düsseldorf und vernetzte diese mit benachbarten unabhängigen und aufeinander abgestimmten Betrieben. So profitierten seine Unternehmen vor allem von der intensiven Zusammenarbeit mit der 1872 gegründeten Düsseldorfer Röhren- und Eisenwalzwerke AG, vormals Poensgen. Nach seinem Tod im Jahr 1891 übernahm sein ältester Sohn Paul die väterliche Kesselfabrik sowie die J. P. Piedboeuf & Co. Röhrenwerke AG. Seinem jüngeren Sohn Louis wurde später die Leitung der Kesselbetriebe seiner Vettern Jacques Piedboeuf GmbH zugesprochen, wogegen es seinen jüngsten Sohn Adrien wie oben beschrieben wieder zurück nach Lüttich zog, wo er sich als erfolgreicher Automobil-Konstrukteur niederließ.
Im Jahr 1912 gliederte Paul Piedbœuf die J. P. Piedboeuf & Co. Röhrenwerke AG aus marktstrategischen Gründen zunächst in die Gelsenkirchener Bergwerks-AG ein, die wiederum 1924 selbst Teil der Vereinigte Stahlwerke AG (VSt) wurde. Im Rahmen einer Neugliederung der VSt im Jahr 1934 wurde das vormalige Unternehmen J. P. Piedboeuf & Co. mit anderen Betrieben zusammen zur „Düsseldorfer Röhrengruppe“ im VSt zusammengefasst, die wiederum schließlich 1948 von der neu gegründeten Rheinische Röhrenwerke AG übernommen wurde, welche selbst 1955 mit der Hüttenwerk Phoenix AG fusionierte und seitdem als Phoenix-Rheinrohr AG Vereinigte Hütten- und Röhrenwerke firmierte.
In einer durch Preisverfall und Überkapazitäten geprägten krisenhaften Situation in der Weimarer Republik war Paul Piedbœuf ferner gezwungen, im Jahr 1927 seine Kesselschmiede einschließlich der unter der Leitung seines Bruders Louis stehenden Kesselwerke seiner Vettern Jacques Piedboeuf GmbH mit der Petry-Dereux GmbH in Düren und der Gewerkschaft Orange in Gelsenkirchen zusammenzuschließen und als neues Unternehmen Vereinigte Kesselwerke AG (VKW) in Düsseldorf auf den Markt zu bringen. Dieses Unternehmen errang in den Folgejahren, ebenso wie bereits die früheren Piedboeuf’schen Kesselbetriebe, erneut eine Spitzenstellung im deutschen Dampfkesselbau. Seinem Sohn Theodor, dem nachfolgenden Leiter der VKW, war es schließlich vorbehalten, diese ab 1963 bis 1974 stufenweise in die Babcock-BSH überzuleiten. Nach dessen Tod kam es allerdings im Jahre 1990 aus marktwirtschaftlichen Gründen schließlich zur endgültigen Stilllegung und Demontage der Vereinigten Kesselwerke.

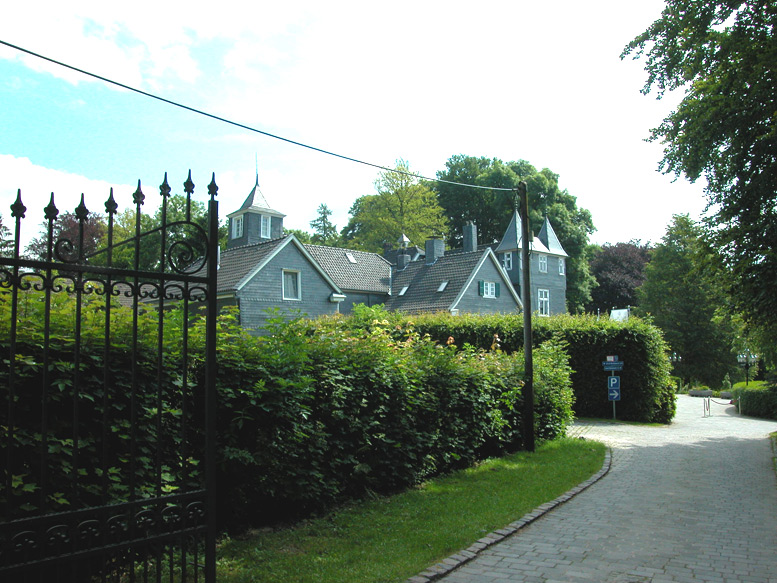
Domizil Haus Grünewald der Familie Piedbœuf in Grünewald

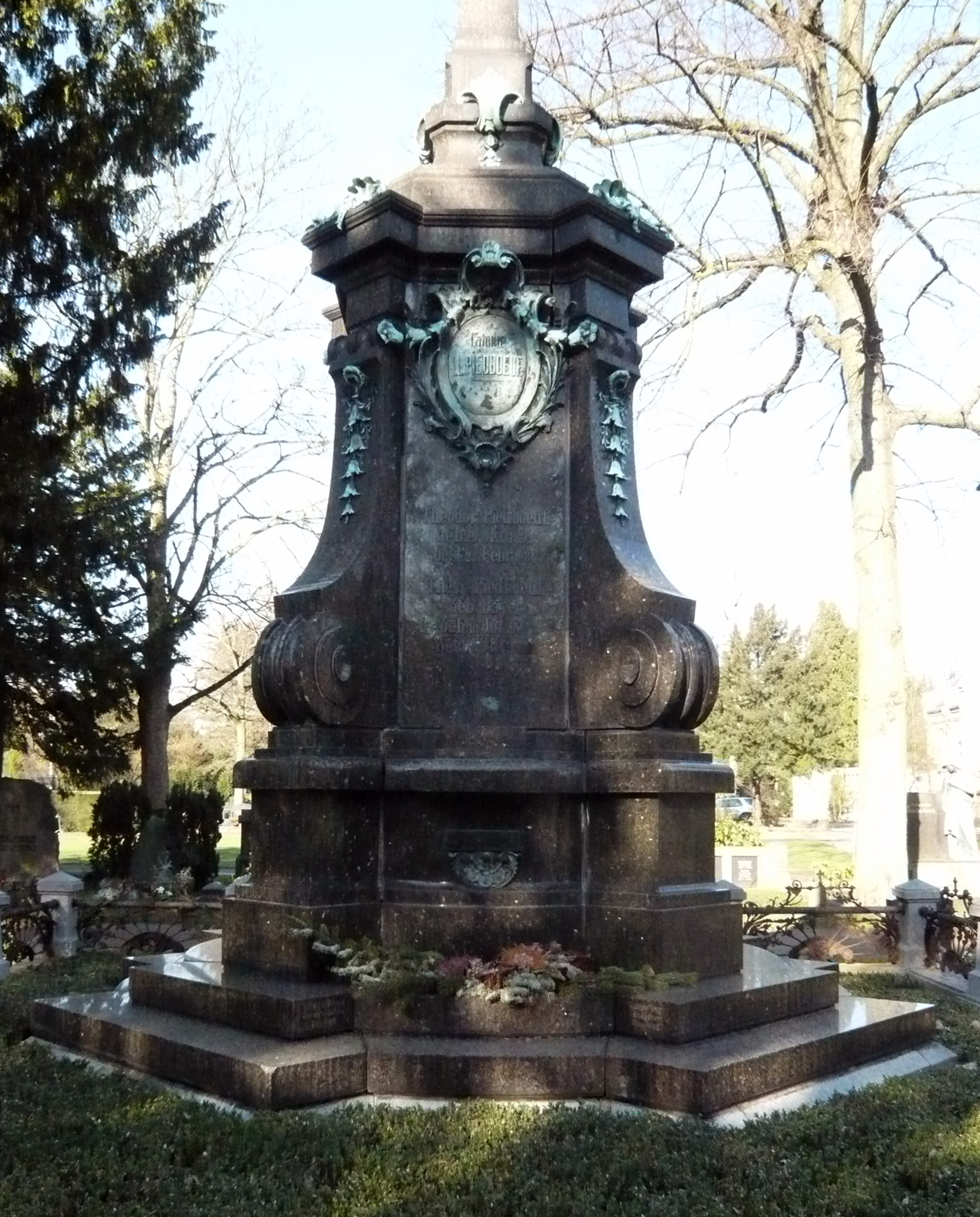
Familiengrab (Nordfriedhof Düsseldorf)

Der Düsseldorfer Zweig der Familie erwarb durch Jean Louis im Jahr 1880 die Villa Haus Grünewald mit großem englischen Landschaftsgarten in Solingen-Gräfrath, die bis 1997 im Familienbesitz blieb und stets als repräsentativer Treffpunkt für die weit verzweigte Familie diente.

## Bedeutende Familienmitglieder (Auswahl)
1. Jacques Pascal Piedbœuf (* 7. August 1782 in Jupille; † 14. Juni 1839 ebenda); Zechenschmied und Firmengründer von Dampfkesselwerke „Jacques Piedbœuf GmbH“ in Jupille, Aachen und Weiden bei Aachen.
  1. Jacques Piedbœuf (* 1802 in Jupille; † 9. August 1852 in Aachen); Gründete 1833 in Aachen die erste Dampfkesselfabrik Deutschlands sowie 1845 die „OHG Piedbœuf & Co Aachener Walz- und Hammerwerk“ in Aachen-Rothe Erde.
  2. Jean Théodore Piedbœuf (* 17. September 1804; † 12. Juni 1875); Gründer der Brasserie Piedbœuf.
    1. Victor Piedbœuf (* 24. Juni 1828 Jupille; † 12. Juni 1901);
      1. Théodore Piedbœuf (* 1864; † 1. Januar 1916); Direktor der Brasserie Piedbœuf 
        1. Henri Piedbœuf (* 23. Januar 1889; † Juni 1943); Direktor der Brasserie Piedbœuf

    2. Théodore Piedbœuf (* 22. Januar 1837 in Jupille; † 27. November 1879); Dr. der Politik und Betriebswissenschaften, Rechtsanwalt und Industrieller, Anteilseigner an der Brasserie Piedbœuf, Bürgermeister von Jupille und Ratsherr in Lüttich

  3. Jean Pascal Piedbœuf (* 3. Februar 1813 in Jupille; † 22. August 1879 in Ostende) Gründer des Eisenblech-Walzwerkes „Piedbœuf, Dawans & Co“ sowie des Röhrenwerkes „J. P. Piedbœuf & Co.“, beide in Düsseldorf-Oberbilk; Kgl. belgischer Konsul in Aachen
    1. Clémence Piedbœuf (* 16. Oktober 1835; † 25. September 1912), verheiratet mit dem Waggonfabrikanten Carl Gustav Talbot
    2. Eugène Piedbœuf (* 5. Februar 1837 in Jupille; † 19. Juni 1903 in Haaren); Leiter der „Jacques Piedbœuf GmbH“ und Kgl. belgischer Honorarkonsul in Aachen
      1. Eugènie Piedbœuf (* 9. Januar 1861; † 10. Februar 1921), verheiratet mit dem Waggonfabrikanten Georg Talbot

    3. Jean Louis Piedbœuf (* 22. Juni 1838 in Jupille; † 20. August 1891 in Solingen-Gräfrath); Übernahm und vernetzte die väterlichen Firmen; Honorarkonsul in Düsseldorf
      1. Paul Piedbœuf (* 31. Oktober 1866 in Düsseldorf; † 16. April 1948 in Gräfrath); Übernahm die väterlichen Firmen und fusionierte sie 1927 in die von ihm mitbegründete „Vereinigte Kesselwerke AG“, Düsseldorf.
        1. Theodor Piedbœuf (* 29. Oktober 1892 in Düsseldorf; † 23. Februar 1984 in Neuss); Übernahm die väterlichen Firmen und integrierte sie ab 1963 in die Babcock-BSH

      2. Louis Piedbœuf (* 4. April 1874 in Düsseldorf; † 4. November 1956 in Chaudfontaine-Embourg); Leiter der „Jacques Piedboeuf GmbH“ in Düsseldorf
      3. Adrien Piedbœuf (* 12. Oktober 1876 in Düsseldorf; † 16. September 1919 in Spa); Gründer der Konstruktionswerkstatt Imperia in Lüttich zur Herstellung von Motorrädern und PKWs.

    4. Theodore Gustave Piedbœuf (* 11. Januar 1843 in Jupille; † 19. November 1897 in Aachen); Leiter der „Jacques Piedbœuf GmbH“

Der Aachener Bildhauer Lambert Piedboeuf (* 3. Februar 1863 in Aachen; † 1950 in Bad Reichenhall) ist dagegen offensichtlich nicht diesen Familienzweigen zuzuordnen.